# Мейсон, Марша
Марша Мейсон (англ. Marsha Mason, род. 3 апреля 1942) — американская актриса и телевизионный режиссёр. Лауреат двух премий «Золотой глобус», четырёхкратный номинант на «Оскар» за лучшую женскую роль.

## Биография
Марша Мейсон родилась в Сент-Луисе в семье Эдварда Мэриона Мейсона и его жены Катарин Кентвуд-Мейсон. Год спустя после рождения Марши в семье появилась ещё один ребёнок, её младшая сестра Линда. Своё образование она получила в средней школе Нэрникс-Холл, а затем в университете Уэбстер.
С 1965 по 1970 год Марша Мейсон была замужем за Гари Кэмпбеллом. В 1973 она вышла замуж за знаменитого сценариста Нила Саймона, и позже появилась в нескольких фильмах, сценаристом которых он был, в том числе в картине «До свидания, дорогая» (1977). Роль в этом фильме принесла актрисе номинацию на «Оскар» и премию «Золотой глобус». Четырьмя годами ранее Мейсон также номинировалась на «Оскар» и стала обладательницей «Золотого глобуса» за свою роль в фильме «Увольнение до полуночи». В последующие годы своей актёрской карьеры Академия киноискусства ещё дважды выдвигала Мейсон на премию за её роли в фильмах «Глава вторая» (1979) и «Только когда я смеюсь» (1981).
Мейсон также можно было увидеть в фильмах «Перевал разбитых сердец» (1986), «Вредный Фред» (1991), «Я люблю неприятности» (1994), «В последний момент» (1995) и «Невеста и предрассудки» (2005).
Помимо кино, Мейсон принимала участие и в постановках на Бродвее, где последний раз появилась в 2005 году в «Стальных магнолиях» вместе с Фрэнсис Стернхаген и Ребеккой Гейхарт. В последние годы она также сыграла роль матери героини Патриции Хитон в комедийном сериале «Бывает и хуже». Примечательно, что Хитон в 2004 году сыграла роль, принесшую известность Мейсон, в ремейке фильма «До свидания, дорогая». Ранее она номинировалась на премию «Эмми» за свою роль в ситкоме «Фрейзер».
В 2001 году Марша Мейсон открыла магазин лекарственных трав из своего сада в городке Абикиу, Нью-Мексико.
За свои достижения в кино Марша Мейсон была отмечена на Аллее славы в её родном Сент-Луисе.

## Фильмография
| Год       | Название на русском      | Название на английском | Роль                      | Примечания |
| --------- | ------------------------ | ---------------------- | ------------------------- | --- |
| 1966      |                          | Hot Rod Hullabaloo     | Марша Хамден              | |
| 1968      | По ту сторону закона     | Beyond the Law         | Марша Слиттвел            | |
| 1973      | Влюбленный Блум          | Blume in Love          | Арлин                     | |
| 1973      | Увольнение до полуночи   | Cinderella Liberty     | Мэгги Пол                 | Премия «Золотой глобус» за лучшую женскую роль — драма Номинация — Премия «Оскар» за лучшую женскую роль                                                              |
| 1977      | Чужая дочь               | Audrey Rose            | Джэнис Темпелтон          | |
| 1977      | До свидания, дорогая     | The Goodbye Girl       | Пола Макфадден            | Премия «Золотой глобус» за лучшую женскую роль — комедия или мюзикл Номинация — Премия «Оскар» за лучшую женскую роль Номинация — Премия BAFTA за лучшую женскую роль |
| 1978      | Дешевый детектив         | The Cheap Detective    | Джорджия Меркле           | |
| 1979      | Обещания в темноте       | Promises in the Dark   | Доктор Александра Кендалл | Номинация — Премия «Золотой глобус» за лучшую женскую роль — драма |
| 1979      | Глава вторая             | Chapter Two            | Дженни Маклейн            | Номинация — Премия «Оскар» за лучшую женскую роль Номинация — Премия «Золотой глобус» за лучшую женскую роль — комедия или мюзикл                                     |
| 1981      | Только когда я смеюсь    | Only When I Laugh      | Джорджия                  | Номинация — Премия «Оскар» за лучшую женскую роль |
| 1983      | Макс Дьюган возвращается | Max Dugan Returns      | Нора Макфи                | |
| 1986      | Перевал разбитых сердец  | Heartbreak Ridge       | Эгги                      | |
| 1990      | Стелла                   | Stella                 | Джэнис Моррисон           | |
| 1991      | Вредный Фред             | Drop Dead Fred         | Полли Кронин              | |
| 1994      | Я люблю неприятности     | I Love Trouble         | Сенатор Гэйл Роббинс      | |
| 1995      | В последний момент       | Nick of Time           | Губернатор Элеонор Грант  | |
| 1996      | Два дня в долине         | 2 Days in the Valley   | Одри Хоппер               | |
| 2004      | Невеста и предрассудки   | Bride & Prejudice      | Леди Кэтрин Дарси         | |
| 2010—2017 | Бывает и хуже            | The Middle             | Пэт                       | |